# Analog Bubblebath Vol 2
Analog Bubblebath Vol 2 — второй мини-альбом электронного музыканта Ричарда Дэвида Джеймса, выпущенный на лейбле Rabbit City в декабре 1991 года под псевдонимом Aphex Twin. Релиз является вторым в серии альбомов Analogue Bubblebath (хоть и название отличается от предыдущего альбома)
Трек Aboriginal Mix, также известный под названием Digeridoo, ранее прозвучал с цифровой аудиокассеты Колина Фейвера в разделе Demo DAT на Kiss FM, что привело к выпуску мини-альбома на лейбле Фейвера и Гордона Мэтьюмена Rabbit City Records в 1991 году.
В августе 2015 года Джеймс загрузил третий безымянный трек на SoundCloud под названием Alien Fanny Farts AB2 q.

## Критический приём
Сайт Rate Your Music оценил альбом на 3.11 из 5.
Сайт Industrial Reviews оценил альбом на одну из пяти звёзд, добавив: «Кроме известного мощного хита „Digeridoo“ (выходившего также под псевдонимом Aphex Twin) этот короткий сингл содержит два безымянных трека, из которых упоминания заслуживает только первый. Такой же монотонный и полный энергии, он выделяется из толпы средне- и высокоскоростной продукции в стиле техно от Ричарда Джеймса (Richard D. James). Второй же трек из этой безымянной парочки скучен, и даже зануден. Ну а в целом — всё это „умная танцевальная музыка“, за давностью лет интересная теперь разве что коллекционерам.»

## Трек лист
| №                   | Название            | Длительность |
| ------------------- | ------------------- | ------------ |
| 1.                  | «Aboriginal Mix»    | 7:11         |
| 2.                  | «Untitled»          | 3:49         |
| 3.                  | «Untitled»          | 3:55         |
| Общая длительность: | Общая длительность: | 14:54        |